# 車いすテニスダブルスマスターズ
車いすテニスダブルスマスターズ（英語: Camozzi Wheelchair Tennis Doubles Masters）は2003年に始まった車いすテニスのダブルストーナメント。ランキング上位選手のみが出場できる大会で、NEC車いすテニスツアーでは2005年からマスターズに格付けされている。
2003年および2004年はイタリア、ロンバルディア州ブレシア、2005年以降は同州のカステッリ・カレーピオにあるマリオ・モンゴーディ・スポーツセンターで開催されている。スポンサーはイタリアの空気圧機器メーカー、カモッツィ。

## 歴代優勝者

### 男子ダブルス
- 2003年 - マーティン・レグナー（オーストリア）＆斎田悟司（日本）
- 2004年 - マーティン・レグナー（オーストリア）＆斎田悟司（日本）
- 2005年 - ロビン・アマラーン（オランダ）＆エリック・ストゥールマン（オランダ）
- 2006年 - ロビン・アマラーン（オランダ）＆国枝慎吾（日本）
- 2007年 - ステファン・ウデ（フランス）＆ミカエル・ジェレミアス（フランス）
- 2008年 - ステファン・オルソン（スウェーデン）＆ペーター・ウィクストローム（スウェーデン）
- 2009年 - マイケル・シェファース（オランダ）＆ロナルト・ヴィンク（オランダ）
- 2010年 - マイケル・シェファース（オランダ）＆ロナルト・ヴィンク（オランダ）
- 2011年 - トム・ エグバーリンク（オランダ）＆マイケル・シェファース（フランス）
- 2012年 - 国枝慎吾（日本）＆ステファン・ウデ（フランス）
- 2013年 - ステファン・ウデ（フランス）＆ゴードン・リード（イギリス）
- 2014年 - ジョーチム・ジェラード（ベルギー）＆ステファン・ウデ（フランス）
- 2015年 - ミカエル・ジェレミアス（フランス）＆ゴードン・リード（イギリス）
- 2016年 - ステファン・ウデ（フランス）＆ニコラス・ピーファー（フランス）
- 2017年 - アルフィー・ヒューエット（イギリス）＆ゴードン・リード（イギリス）
- 2018年 - ステファン・ウデ（フランス）＆ニコラス・ピーファー（フランス）
- 2019年 - ステファン・ウデ（フランス）＆ニコラス・ピーファー（フランス）

### 女子ダブルス
- 2003年 - マーイケ・スミット（オランダ）＆エステル・フェルヘール（オランダ）
- 2004年 - イスケ・フリフィウン（オランダ）＆コリー・ホーマン（オランダ）
- 2005年 - イスケ・フリフィウン（オランダ）＆エステル・フェルヘール（オランダ）
- 2006年 - イスケ・フリフィウン（オランダ）＆エステル・フェルヘール（オランダ）
- 2007年 - イスケ・フリフィウン（オランダ）＆エステル・フェルヘール（オランダ）
- 2008年 - イスケ・フリフィウン（オランダ）＆エステル・フェルヘール（オランダ）
- 2009年 - コリー・ホーマン（オランダ）＆エステル・フェルヘール（オランダ）
- 2010年 - シャロン・ウォルレイブン（オランダ）＆アニーク・ファン・クート（オランダ）
- 2011年 - エステル・フェルヘール（オランダ）＆シャロン・ウォルレイブン（オランダ）
- 2012年 - イスケ・フリフィウン（オランダ）＆アニーク・ファン・クート（オランダ）
- 2013年 - 上地結衣（日本）＆ジョーダン・ホワイリー（イギリス）
- 2014年 - 上地結衣（日本）＆ジョーダン・ホワイリー（イギリス）
- 2015年 - イスケ・フリフィウン（オランダ）＆アニーク・ファン・クート（オランダ）
- 2016年 - ディード・デ クート（オランダ）＆ルーシー・シュケル（イギリス）
- 2017年 - ディード・デ クート（オランダ）＆ マジョレーン・バイス（オランダ）
- 2018年 - ディード・デ クート（オランダ）＆ マジョレーン・バイス（オランダ）
- 2019年 - ディード・デ クート（オランダ）＆ マジョレーン・バイス（オランダ）

### クァードダブルス
- 2003年 - ピーター・ノーフォーク（イギリス）＆サラ・ハンター（カナダ）
- 2004年 - ピーター・ノーフォーク（イギリス）＆サラ・ハンター（カナダ）
- 2005年 - ニコラス・テイラー（アメリカ）＆デビッド・ワグナー（アメリカ）
- 2006年 - ニコラス・テイラー（アメリカ）＆デビッド・ワグナー（アメリカ）
- 2007年 - ニコラス・テイラー（アメリカ）＆デビッド・ワグナー（アメリカ）
- 2008年 - ヨハン・アンデルション（スウェーデン）＆バス・ファン・エルプ（オランダ）
- 2009年 - ニコラス・テイラー（アメリカ）＆デビッド・ワグナー（アメリカ）
- 2010年 - アンディ・ラプソーン（イギリス）＆ピーター・ノーフォーク（イギリス）
- 2011年 - ニコラス・テイラー（アメリカ）＆デビッド・ワグナー（アメリカ）
- 2012年 - ニコラス・テイラー（アメリカ）＆デビッド・ワグナー（アメリカ）
- 2013年 - ニコラス・テイラー（アメリカ）＆デビッド・ワグナー（アメリカ）
- 2014年 - ニコラス・テイラー（アメリカ）＆デビッド・ワグナー（アメリカ）
- 2015年 - ニコラス・テイラー（アメリカ）＆デビッド・ワグナー（アメリカ）
- 2016年 - アンディ・ラプソーン（イギリス）＆アントニー・コッターリ（イギリス）
- 2017年 - ニコラス・テイラー（アメリカ）＆デビッド・ワグナー（アメリカ）
- 2018年 - ニコラス・テイラー（アメリカ）＆デビッド・ワグナー（アメリカ）
- 2019年 - ネルス・ヴィンク（オランダ）＆ヒース・デイビッドソン（オーストラリア）